# محمد القذافي
محمد معمر القذافي (25 نوفمبر 1969 - ) الابن الأكبر للزعيم الليبي معمر القذافي، وهو رئيس اللجنة الأوليمبية الليبية، وأمين الهيئة العامة للاتصالات، التي تتبعها شركتي الهاتف المحمول في ليبيا المدار الجديد، وليبيانا.
محمد معمر القذافي، الابن الأكبر لمعمر القذافي، من زوجته الأولى، والأخ غير الشقيق لبقية إخوته من الزوجة الثانية.
حاصل على شهادة الدكتوراة. لا يحمل أية صفة عسكرية أو أمنية، خلافا لبقية أشقائه. ليس له ظهور إعلامي سياسي التوجه، الظهور الإعلامي اقتصر بالحديث حول شؤون الاتصالات والرياضة. كما ظهر بعد ثورة 17 فبراير وقمع النظام الليبي لها بعد أن قام بدعوة رئيس الاتحاد الدولي للشطرنج أثناء لعبه مباراة مع القذافي الأب في طرابلس. إضافة لقيامه بقطع خدمات الإنترنت والاتصالات النقالة أثناء الثورة.
وخلال الأزمة الليبية بذل مجهودات عديدة للوصول إلى حلول سلمية للأزمة في ليبيا ووقف القتال وحقن الدماء وكادت جهوده ان تصل إلى حلول وسط بين المجلس الانتقالي ونظام القذافي لولا بعض التدخلات من اطراف مجهولة كان من أهدافها عدم وجود أي دور للدكتور محمد القذافي في حل المشكل وبالتالي شغل مكانة مرموقة في الحياة السياسية الليبية..
وفي يوم الأحد 22/أغسطس/2011 وبعد سيطرة قوات المعارضة الليبية المسلحة على معظم أحياء طرابلس هاجمت مجموعات من المقاتلين منزله حيث كان يتواجد مع أطفاله وزوجته ووالدته... وتم قتل عدد من أفراد حراسته والسيطرة على البيت دون، وأجرت قناة الجزيرة الإخبارية لقاءً هاتفياً معه أكد فيه أنه رهن الاعتقال المنزلي وإنقطع اتصاله مع القناة بصوت زخات من الرصاص تبين فيما بعد أنها اشتباكات جرت بين حراسه الشخصيين والمجموعة التي كانت تطوق منزله، بعدها تحدث مصطفى عبد الجليل وزير العدل الليبي السابق ورئيس المجلس الوطني الانتقالي عبر شاشة الجزيرة قائلاً إن تبادلا لإطلاق النار بين ثلاثة من الحرس الشخصي للنجل الأكبر للقذافي والثوار الذين يحيطون بمنزله اسفر عن مقتل أحد الثوار وإصابة إثنين علاوة على إصابة أحد الحراس بينما لم يصب محمد القذافي أو أي من أفراد أسرته بمكروه"، وأضاف عبد الجليل "محمد معمر القذافي سيبقى في منزله في أمان تام ونضمن ذلك" وفي اتصال لاحق أكد محمد القذافي سلامته هو وأسرته بعد تبادل إطلاق النار وإنقطع الاتصال أيضاً بصوت زخات من الرصاص...ثم أختفت المعلومات عنه وذكرت بعض التقارير انه اختطف من قبل قوات تابعة لأحد أخوته، ونقل إلى مكان مجهول، وترددت أنباء مقتله على يد قوات القذافي، وبعد أسبوع أعلن عن وصول أفراد من أسرة القذافي إلى الجزائر عبر الصحراء الليبية وذكر اسمه من ضمنهم وفق ما أعلنته الحكومة الجزائرية... ومنذ ذلك الحين لا توجد أي معلومات عنه وعن أفراد أسرته ولم يصدر عنه أي تصريح أو بيان طيلة هذه المدة، وهناك من يشكك في وجوده حيا وأن شخص آخر هو الذي دخل للجزائر باسمه...

## وظائفه
- استلم إدارة الشركة العامة للبريد والاتصالات السلكية واللاسلكية سنة 2002، لتنقلها إصلاحاته من شركة مدينة تتحمل الخزانة العامة ميزانيتها السنوية، إلى شركة داعمة للاقتصاد الوطني (مليار دينار لسنة 2006).
- عمل على تحسين قطاع الاتصالات في ليبيا بشكل ملحوظ، واهتم بهيكلية القطاع ليضم شركات متخصصة في كافة مجالات الاتصالات.
- ترأس سابقا مجالس إدارات شركات قطاع الاتصالات في ليبيا، ليتركها لاحقا ويكتفي بالعمل في الهيئة العامة للاتصالات.

وشركات قطاع الاتصالات هي:
- ليبيا للاتصالات والتقنية.
- ليبيانا للهاتف المحمول.
- المدار الجديد لخدمات الهاتف النقال.
- الجيل الجديد للتقنية.

## روابط خارجية
- محمد القذافي على موقع أوليمبيديا (الإنجليزية)